# Maximilian de Wied-Neuwied

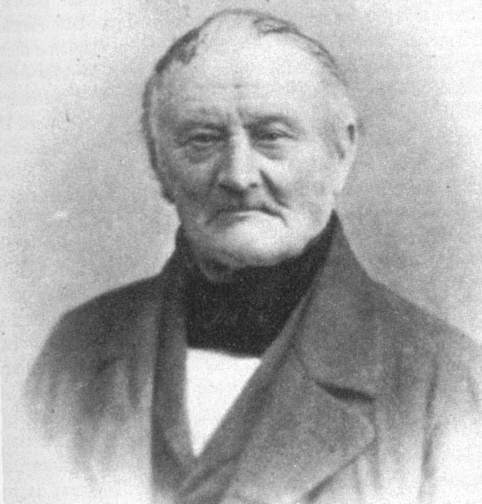
Maximilian zu Wied-Neuwied.

Alexander Philipp Maximilian von Wied-Neuwied (Neuwied, 23 de septiembre de 1782 - Neuwied., 3 de febrero de 1867) fue un aristócrata (era príncipe), explorador, etnólogo, entomólogo y naturalista alemán.

## Biografía
Nació en Neuwied. Era el segundo hijo del príncipe Johann Friedrich Alexander de Wied-Neuwied.
Su interés por la historia natural fue fomentada por su madre y, más tarde, al frecuentar la Universidad de Gotinga, por Johann Friedrich Blumenbach.
Se enroló en el ejército prusiano y fue hecho prisionero en la batalla de Jena, en octubre de 1806. Una vez liberado, retornó al ejército, ascendiendo hasta el grado de mayor-general en 1814, cuando se retiró.
Tuvo amistad con dos de las figuras de la nueva ciencia natural, Johann Friedrich Blumenbach, antropólogo comparativo importante con quien estudió ciencias biológicas, y Alexander von Humboldt, que fue su mentor.
Wied condujo una expedición a Brasil sudoriental a desde 1815 hasta 1817. Estuvo tres años y estudió la flora y fauna locales, así como las naciones amerindias de la selva del norte de Río de Janeiro. Estuvo acompañado por el ornitólogo del sur de Fráncfort Georg Wilhelm Freyreiss (1789-1825) y por el botánico berlinés Friedrich Sellow (1789-1831).
A su retorno, escribió:
- Reise nach Brasilien (1820-21) y
- Beiträge zur Naturgeschichte von Brasilien (1825-33).

En 1832 viajó a la región de las grandes llanuras de Norteamérica acompañado por el pintor suizo Karl Bodmer en un viaje por el río Misuri, escribiendo Reise in das Innere Nord-Amerikas (1840) a su regreso. Durante su recorrido estudió las culturas de tribus tales como el Mandan y el Hidatsas así como la flora y la fauna del área. También viajó a Honduras.

## Obras

### 1820
Reise nach Brasilien in den Jahren 1815 bis 1817

### 1824
Beiträge zur Naturgeschichte Brasiliens

### 1830-1831
Wied-Neuwied, M. zu (1830-1831). Beiträge zur Naturgeschichte von Brasilien (en alemán). Band III erste Abtheilung. Aves Vögel, 1278 pp. Pt.1, 1830: pp. i-xii, 1-636; Pt.2, 1831: pp. 637-1278. Weimar: Gr. H.S. priv. Landes-Industrie-Comptoirs. Disponible en Biodiversitas Heritage Library. doi:10.5962/bhl.title.3088.

### 1843-1844
Maximilian Prince of Wied’s Travels in the Interior of North America, during the years 1832 – 1834. Achermann & Comp., Londres

### 1850
Brasilien, Nachträge, Berichtigungen, Zusätze

### 1854
Unveröffentlichte Bilder und Handschriften zur Völkerkunde Brasiliens. Editor: Josef Röder and Hermann Trimborn. Bonn

### 1906
Maximilian Prince of Wied’s Travels in the Interior of North America, during the years 1832 – 1834. En: Early Western Travels, 1748-1848, 1906, (vols. 22-25) de Reuben Gold Thwaites

## Honores

### Eponimia
Géneros
- (Orchidaceae) Neuwiedia Blume[1]

Especies
- Ramphotyphlops wiedii

- (Asteraceae) Helianthus maximiliani Schrad.[2]

- (Acanthaceae) Schaueria maximiliani Nees[3]

- (Aizoaceae) Braunsia maximiliani Schwantes[4]

- La abreviatura «Wied-Neuw.» se emplea para indicar a Maximilian de Wied-Neuwied como autoridad en la descripción y clasificación científica de los vegetales.[5]

## Abreviatura (zoología)
La abreviatura Wied-Neuwied  se emplea para indicar a Maximilian de Wied-Neuwied como autoridad en la descripción y taxonomía en zoología.